# Strempeliopsis
Strempeliopsis là một chi thực vật thuộc họ Apocynaceae. Chi này có các loài sau (tuy nhiên danh sách này có thể chưa đủ):
- Strempeliopsis arborea, Urb.